# Guillaume Mouralis
Guillaume Mouralis est un historien et sociologue français né en 1971, agrégé d'histoire et directeur de recherche au CNRS.

## Apport à la sociohistoire des sorties de conflits auXXesiècle
Guillaume Mouralis est entré au CNRS en 2008 après avoir soutenu une thèse d'histoire franco-allemande, préparée à Berlin, consacrée au jugement des crimes de la RDA en Allemagne. Il a soutenu en 2017 une habilitation à diriger des recherches intitulée « Le moment Nuremberg : Une expérimentation judiciaire sous contrainte ». À partir d'une enquête détaillée sur les juristes américains associés au procès de Nuremberg, ce travail examine les contraintes professionnelles et raciales qui pesèrent sur leur travail.
Il a été, de 2008 à 2017, membre de l'Institut des sciences sociales du politique (unité mixte de recherche du CNRS) à l'université de Nanterre. Rattaché de 2017 à 2023 au centre Marc Bloch (centre de recherche franco-allemand en sciences sociales) de Berlin, auquel il reste associé, il est, depuis cette date, membre du Centre européen de sociologie et de science politique (CESSP), sur le site de l'université Paris 1 Panthéon-Sorbonne.
Spécialiste des sorties de conflits et épurations judiciaires au XXe siècle,, il se consacre depuis 2018 aux appropriations militantes du droit international et, notamment, à la création de tribunaux alternatifs comme le Tribunal Russell-Sartre (1966-1967).
Son travail propose une approche critique des sorties de conflits au XXe siècle, qu'il s'agisse la fin de la guerre froide en Allemagne (qu'il analyse en termes d'« épuration ») ou des lendemains de la Seconde Guerre mondiale (envisagés comme une parenthèse ambiguë dans l'histoire longue du rapport distant des États-Unis au droit international). On lui doit de nombreux articles de revues et chapitres d'ouvrage collectifs, en français, en allemand, et en anglais.

## Sciences sociales, théâtre et justice
Il a récemment conseillé la documentariste Barbara Necek, auteur du film Le procès d'Auschwitz : La fin du silence (sur le premier procès d'Auschwitz à Francfort),, et le metteur en scène Frédéric Barriera, auteur de Utopia '89 / Nous sommes le peuple (projet théâtral et historique sur la manifestation du 4 novembre 1989 à Berlin-Est). Il a coécrit le texte de la pièce de théâtre Justice 67, directement inspirée par ses recherches sur le Tribunal Russell, qui, en 1967, a examiné et jugé les crimes de guerre américains au Vietnam. Le texte de cette pièce a été, en 2022, lauréat de l'aide nationale à l'écriture des textes dramatiques d'Artcena.

## Publications
- Die Straße ist die Tribüne des Volkes. Ansichten zum 4. November 1989 in Ost-Berlin (co-dir. avec C. Moine et L. de Verdalle), Berlin, Links Verlag, 2021.
- Le moment Nuremberg. Le procès international, les lawyers et la question raciale, Paris, Presses de Sciences Po, 2019[12],[13].
- The Nuremberg Trials. New Perspectives on the Professions (co-dir. avec M.-B. Vincent), dossier thématique, Comparativ, vol. 26, n°4, 2017[14],[15].
- Dealing with Wars and Dictatorships. Legal Categories and Concepts in Action (co-dir. avec L. Israël), La Haye, Asser Press - Springer, 2014[16].
- (Introduction à) Robert Falco, Juge à Nuremberg. Souvenirs inédits du procès des criminels nazis, illustrations de J. Falco, préface de Annette Wieviorka, Nancy, éditions Arbre bleu, 2012[17],[18].
- Une épuration allemande. La RDA en procès. 1949-2004, Paris, Fayard, 2008[19],[20],[21],[22].
- « Le procès de Nuremberg : retour sur soixante-dix ans de recherche », Critique Internationale, n° 73, 2016, p. 159-173.
- « Outsiders du droit international (1943-1945). Trajectoires professionnelles et innovation juridique à Londres, Washington et Nuremberg », Monde(s). Histoire, Espaces, Relations, dossier « Dossier : Profession, juristes internationalistes ? »,  n° 7, 2014, p. 113-134.
- « The invention of ‘transitional justice’ in the 1990s », in: L. Israël et G. Mouralis (dir.), Dealing with Wars and Dictatorships. Legal Concepts and Categories in Action, The Hague, Springer / Asser Press, 2014, p. 83-100.
- « Des victimes effacées. Les victimes de la répression politique en RDA et l’épuration post-communiste », in : S. Lefranc et L. Mathieu (dir.), Mobilisations de victimes, Rennes, Presses Universitaires de Rennes, 2009, p. 53-67.
- « Le procès Papon. Justice et temporalité », Terrain, mars 2002[23].